# Сан-Боржа
Сан-Боржа (порт. São Borja) — місто і муніципалітет в бразильському штаті Ріу-Гранді-ду-Сул. Станом на 2022 рік населення становить 59 676 осіб. Місто розташоване на східному березі річки Уругвай, яка формує державний кордон з Аргентиною. Напроти Уругваяни знаходиться аргентинське місто Сан-Томе (провінція Коррієнтес). У цьому місті народилися два майбутніх президента Бразилії: Жетуліу Варгас і Жуан Голарт.